# 香港民族論
《香港民族論》是香港大學學生會於2014年9月出版的政治理論書籍，由官方編輯委員會學苑編著。書本輯錄學苑於同年2月就「香港民族 命運自決」專題所發表的四篇文章，另外加上練乙錚、孔誥烽、徐承恩、吳叡人及蘇賡哲五位學者的撰文，其主題為論證香港民族主義的合理性及必要性。

## 文章
- 梁繼平 - 綜援撤限爭議與本土政治共同體
- 王俊杰 - 本土意識是港人抗爭的唯一出路
- 李啟迪 - 香港是否應有民族自決的權利？
- 吳叡人 - The Lilliputian Dream：關於香港民族主義的思考筆記
- 練乙錚 - 與學苑同學談香港人和香港人意識
- 孔誥烽 - 殘缺的國族 自決的城邦 二十世紀中國民族國家建構困境下的香港問題
- 徐承恩 - 城邦述事：香港本土意識簡史
- 蘇賡哲 - 本土思潮的幾點釋疑

## 引用著作
- 陳雲 - 《香港城邦論》、《香港遺民論》及相關系列
- 羅永生 - 《殖民家國外》
- 歐內斯特·勒南 - 《民族是什麼？》（Qu’est-ce qu’une Nation?）
- 本尼迪克特·安德森 - 《想像的共同體》
- 安東尼·D·史密斯 - 《民族身份》（National Identity）
- 查爾斯·堤利 - 《民主》（Democracy）
- 曹長青 - 《獨立的價值：全世界文明社會共同的價值》

## 迴響
該讀物在2015年度香港行政長官施政報告中被香港特首梁振英點名批評。事件在香港造成搶購潮，令該書一度缺貨。《學苑》前編輯李啟迪表示，聯合出版集團旗下的書店在雨傘運動後以「商業決定」為由表示不再購入該書，質疑有個別書店自我審查。
其後，在2015年1月18日的香港電台節目《城市論壇》中，該書的副總編輯王俊杰和游清源和建制派的青年民建聯主席周浩鼎和馮煒光就此書內容激辯。
2021年5月，康樂及文化事務署以避免違反國安法為由，把《香港民族論》等9本書籍自香港公共圖書館下架。